# 환락가

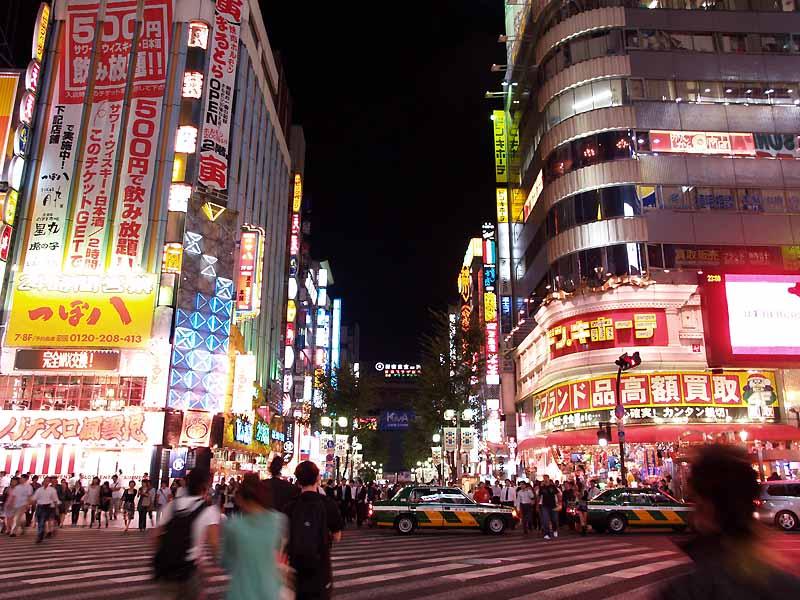
가부키초

환락가(歡樂街)는 음식점이나 영화관 등 레저 시설이 많이 모여있는 지역이다.
도시 지역에서는 주류 제공을 위주로 하는 음식점이나 장소에 따라서는 성 풍속 산업 (홍등가) 등의 밤 거리를 강조하는 의도를 가지기도 한다.

## 저명한 환락가
- 라스베이거스 스트립: 네바다 라스베이거스
- 카르티에드스펙타클: 캐나다 몬트리올
- 소호 (런던): 잉글랜드 런던

## 같이 보기
- 놀이공원